# Antiscopa
Antiscopa is een geslacht van vlinders van de familie grasmotten (Crambidae), uit de onderfamilie Scopariinae.

## Soorten
- A. acompa Meyrick
- A. elaphra Meyrick
- A. epicomia Meyrick, 1885